# Memorie dal sottosuolo
Memorie dal sottosuolo, tradotto anche col titolo Memorie del sottosuolo o Ricordi dal sottosuolo (in russo Записки из подполья?, Zapiski iz podpol´ja, lett. "Note dal sottosuolo"), è un romanzo del 1864 di Fëdor Dostoevskij.

## Trama e tematiche
Il libro è diviso in due parti. La prima è intitolata Il sottosuolo, la seconda A proposito della neve bagnata.

### Prima parte: Il sottosuolo
La prima parte è un monologo di critica sociale, nel quale vengono messi alla berlina gli ideali ottimistici del positivismo che, secondo la voce narrante, non potranno mai condurre all'agognata società del benessere, fondata su scienza e ragione, perché l'essere umano o, meglio, l'individuo, avrebbe un segreto desiderio di sofferenza, di sporcizia e di auto-umiliazione che non può essere arginato da nessuna teoria della ragione, né tanto meno da teorie religiose che propongano mielosi ideali di fratellanza umana.
Esempio lampante di questa irragionevolezza e di questo desiderio di sofferenza è il protagonista delle "memorie". Infatti, egli racconta in quale modo non sia riuscito a «diventare nemmeno un insetto». Il suo dramma è una profonda interiorizzazione della complessità della realtà; si ritiene un uomo eccessivamente riflessivo, troppo impegnato a ricercare la causa prima del suo agire, e quindi afflitto da una sostanziale accidia, opposto agli uomini cosiddetti d'azione, i quali riescono ad imporsi delle mete e a seguirle fino in fondo, grazie al loro disinteresse per le cause profonde del loro agire.
Da un lato, egli invidia quest'ultima categoria di uomini e condanna lo spirito del tempo, il XIX secolo, che definisce «un secolo negatorio», ma d'altra parte si autodefinisce «uomo evoluto del nostro disgraziato secolo diciannovesimo». All'obiezione che gli si potrebbe formulare, e che egli stesso prende in considerazione, ovvero che la sua condotta è irrazionale e svantaggiosa, egli risponde elencando le prove che dimostrerebbero, a suo avviso, l'irrazionalità dell'uomo nella Storia: le guerre di Napoleone Bonaparte e Napoleone III, la guerra di secessione americana, la seconda guerra dello Schleswig.
La causa dell'irrazionalità e della preferenza dell'uomo per la sofferenza starebbe, secondo l'uomo del sottosuolo, nella sua facoltà più cara: quella di volere, in ossequio alla quale egli è anche disposto a rinunciare ai suoi vantaggi. Questo va contro le leggi di natura, esemplificate dal prodotto 2 x 2 = 4, al quale il protagonista contrappone il 2 x 2 = 5, una delle possibili conseguenze del trionfo della volontà individuale. Per il protagonista, le uniche conseguenze di queste considerazioni sono l'accidia e l'inattività, da cui deriva il ritiro dalla vita sociale, ovvero il suo rifugiarsi nel sottosuolo che dà il titolo al romanzo.

### Seconda parte: A proposito della neve bagnata
La seconda parte dell'opera è un racconto in prima persona, in cui l'autore del precedente cupo monologo confessa alcune sordide azioni che ha compiuto nella sua vita, a dimostrazione di come anche una persona "istruita" e "a modo" come lui possa essere in realtà profondamente abietta.
I fatti narrati in questa parte del romanzo si svolgono sedici anni prima rispetto al monologo dal sottosuolo (infatti qui l'uomo del sottosuolo ha ventiquattro anni, mentre al tempo del monologo ne ha quaranta). Il protagonista narra dell'epoca in cui era un impiegato nella burocrazia del suo paese. Egli era già un uomo tormentato dai dubbi e dal senso di inadeguatezza, in particolar modo nei confronti dei suoi colleghi, uomini d'azione, che disprezzava, ma nei confronti dei quali si sentiva inferiore. Ancora, però, vi era in lui la voglia di affermare la propria esistenza e di non soccombere all'ignavia, seppure attraverso azioni indegne.
Il primo episodio narrato riguarda il suo tentativo di sfidare a duello un ufficiale che l'aveva trattato con sufficienza in una trattoria. All'inizio si prepara ad affrontarlo, gli scrive una lettera per invitarlo al redde rationem, con la speranza, in realtà, di costruire con lui una profonda amicizia dopo aver risolto i loro fantomatici contrasti. Alla fine, però, decide di non inviare la lettera e di accontentarsi di scontrarsi con lui battendo la propria spalla contro quella dell'ufficiale, sulla Prospettiva Nevskij, dove spesso lo incontrava. La sua azione meschina gli dà soddisfazione per pochi giorni, perché immediatamente subentrano in lui dubbi e sensi di colpa.
Successivamente, cerca di affermarsi in società tornando a frequentare alcuni suoi ex compagni di scuola. Pur sentendosi inferiore anche a questi ultimi, i quali dimostrano di non avere alcun interesse a frequentarlo, riesce a partecipare ad una cena con loro auto-invitandosi. Qui alza il gomito e, dopo essersi reso ridicolo seguendo il gruppo in un postribolo, conosce una prostituta, Liza, a cui fa credere di essere un benefattore e di provare dei veri sentimenti per lei. Ma, quando tre giorni dopo la ragazza va a trovarlo a casa, perché fiduciosamente convinta che lui le avrebbe davvero cambiato in meglio la vita, egli la maltratta e le lascia con disprezzo del denaro, che la poverina rifiuta fuggendo in lacrime.
Qui l'uomo del sottosuolo raggiunge il massimo dell'abiezione, in quanto, in questo modo, cerca di sfogare le sue frustrazioni su un soggetto ancora più svantaggiato e ancor meno integrato di lui nella società. Questo, però, non gli impedisce di sentirsi comunque umiliato dall'atteggiamento di lei di fronte ai suoi trancianti monologhi. Lo stesso accade con il suo servo, Apollon: anch'egli, come i colleghi di lavoro, è disprezzato dall'uomo del sottosuolo, ma anche nei suoi confronti questi si sente spesso inferiore.

## Genesi dell'opera
La prima parte di Memorie del sottosuolo fu pubblicata nel primo numero del 21 marzo 1864 della nuova rivista Epocha (L'epoca), diretta da Dostoevskij assieme al fratello, dopo che la precedente Vremja (Il tempo) era stata sospesa dalle autorità.
Il 1864 è un anno terribile per Dostoevskij: il 15 aprile muore la moglie, il 10 luglio il fratello Michail, poche settimane dopo l'amico e prezioso collaboratore Apollon Grigor'ev. Il grave dissesto finanziario ereditato con la morte del fratello determinerà la chiusura della rivista (l'ultimo numero è del 22 marzo 1865) e la firma di un contratto capestro con l'editore F.T. Stellovskij.

## Importanza dell'opera
Le Memorie del sottosuolo occupano un posto centrale all'interno dell'intera produzione dello scrittore.
Cronologicamente precedono i grandi romanzi e concludono la fase di opere preparatorie e introduttive ad essi; ideologicamente rappresentano la prima incursione nel campo della filosofia e l'elaborazione chiara e consapevole del tema dell'uomo del sottosuolo, ripreso e presente in tutte le opere successive.

## Commenti critici
- Pietro Prini, Storia dell'esistenzialismo, Edizioni Studium, Roma, 1989.

Contro il "mondo euclideo" del razionalismo positivo che pretende di risolvere la complessità dei problemi umani con la procedura esatta del "due più due fanno quattro", all'io del sottosuolo "pare che tutta la faccenda dell'uomo si riduca in realtà a questo: al dimostrare ogni istante a se stessi di essere uomini e non tasti di pianoforte". (…) La vertigine dell'indipendenza dalle evidenze incontestabili è tale che l'uomo può rifiutare perfino l'istinto alla felicità, sul quale si sono costruite tutte le morali dell'obbedienza e le politiche dell'asservimento. "Non sarebbe possibile che all'uomo non piaccia soltanto lo star bene? Che gli piaccia anzi la sofferenza?". (…) È la questione che investe il senso ultimo - o forse, in definitiva , l'unico senso - della differenza dell'uomo da ogni altro essere vivente sulla terra. Questa differenza sta nella possibilità di poter dire di no a tutto, perfino al proprio essere.»
(Pietro Prini, pp. 52-53)
- Fausto Malcovati, Introduzione a Memorie del sottosuolo, Edizione Garzanti, Milano maggio 1992.

(Fausto Malcovati, p. XXV)
- Armando Torno, Introduzione, Edizione Bompiani con testo russo a fronte di Memorie da una casa di morti e Memorie del sottosuolo, Milano maggio 2012.

(Armando Torno, pp. 7-9)

## Edizioni italiane
- Lettere dal sottosuolo, traduzione di Ettore Lo Gatto, Napoli, L'Editrice Italiana, 1919. - Sansoni, Firenze, 1943; Bompiani, Milano, 2012.
- Memorie dal sottosuolo, traduzione di Boris Jacovenko, Lanciano, Carabba, 1924.
- Memorie del sottosuolo, traduzione di Alfredo Polledro, Prefazione di Leone Ginzburg, Collana Universale n.21, Torino, Einaudi, 1942, 1960. - Collana Centopagine n.64, Einaudi, 1980; Collana Gli struzzi n.336, Einaudi, 1988, 1999; Nota e bibliografia di Luigi Giacone, Collana Einaudi Tascabili. Letteratura n.930, Einaudi, 2002; Collana ET Classici, Einaudi, 2014-2023.
- Ricordi dal sottosuolo, traduzione di Tommaso Landolfi, Milano, Bompiani, 1948. - Vallecchi, Firenze, 1964; Longanesi, Milano, 1971; Introduzione di Alberto Moravia, Rizzoli, Milano, 1975; con uno scritto di Tzvetan Todorov, SE, Milano, 1993; a cura di Idolina Landolfi, Adelphi, Milano, 1995; Nuages, Milano, 1997.
- Memorie dal sottosuolo, traduzione di e cura di Igor Sibaldi, Collana Oscar, Milano, Mondadori, 1987-2017.
- Memorie del sottosuolo, traduzione di Emanuela Guercetti, Collana I Grandi Libri, Milano, Garzanti, 1992.
- Memorie dal sottosuolo, traduzione di e note di Milli Martinelli, Milano, Rizzoli, 1995-2004.
- Ricordi dal sottosuolo, traduzione di e cura di Gianlorenzo Pacini, Milano, Feltrinelli, 1995.
- Memorie del sottosuolo, traduzione di Christian Kolbe, a cura di Domenico Fazzi, Marina di Massa, Edizioni Clandestine, 2004.
- Memorie del sottosuolo, traduzione di Paolo Nori, Roma, Voland, 2012, ISBN 978-88-62-43109-5. - Collezione I Libri della Spiga, Milano, Garzanti, 2022, ISBN 978-88-110-0708-1.
- Memorie dal sottosuolo, traduzione di Bruno Osimo, Osimo, 2020, ISBN 978-88-31462-16-7.
- Memorie dal sottosuolo, traduzione di , cura e Postfazione di Serena Prina, Collana Biblioteca, Vicenza, Neri Pozza, 2021, ISBN 978-88-545-2140-7.